# Frascati
Frascati je italské město v provincii Řím v oblasti Lazio.
Nachází se asi 20 kilometrů jihovýchodně od Říma poblíž pahorků Colli Albani a starověkého města Tusculum.
Jde o místo spojené s vědeckým výzkumem, nachází se zde několik mezinárodních vědeckých výzkumných pracovišť a laboratoří zejména z oblasti fyziky a výzkumu vesmíru. Jde také o významné umělecko-historické centrum. Město je proslulé svým bílým vínem Frascati DOC. Nachází se dvě muzea, katedrála svatého apoštola Petra.
Jde také o oblíbené římské rekreační a odpočinkové letovisko, ve kterém se nachází celá řada výstavních paláců, výletních zámečků a vil římské aristokracie, stavěli si je zde od 16. století papežové, kardinálové a římská šlechta.
Místo je známo již od starořímských dob. V roce 1901 bylo město elektrifikováno, od roku 1906 sem z Říma vedla tramvajová linka, která sloužila až do roku 1954. V době 2. světové války bylo město těžce poničeno americkým bombardováním během osvobozování Itálie od nacistické okupace.
V roce 1963 zde došlo k setkání expertů OECD a vypracování první verze Frascati manuálu pro hodnocení vědeckotechnických činností. Dokument specifikuje pět kritérií (novost, výzkumná nejistota, tvořivost, systematičnost a schopnost reprodukce dosažených výsledků), které by měly splňovat činnosti výzkumu a vývoje. 

## Partnerská města
- Bonn, Německo
- Saint-Cloud, Francie
- Bad Godesberg, Německo
- Kortrijk, Belgie
- Windsor and Maidenhead, Spojené království